# Szpasszki járás (Penzai terület)
A Szpasszki járás (oroszul Спасский район) Oroszország egyik járása a Penzai területen. Székhelye Spasszk.

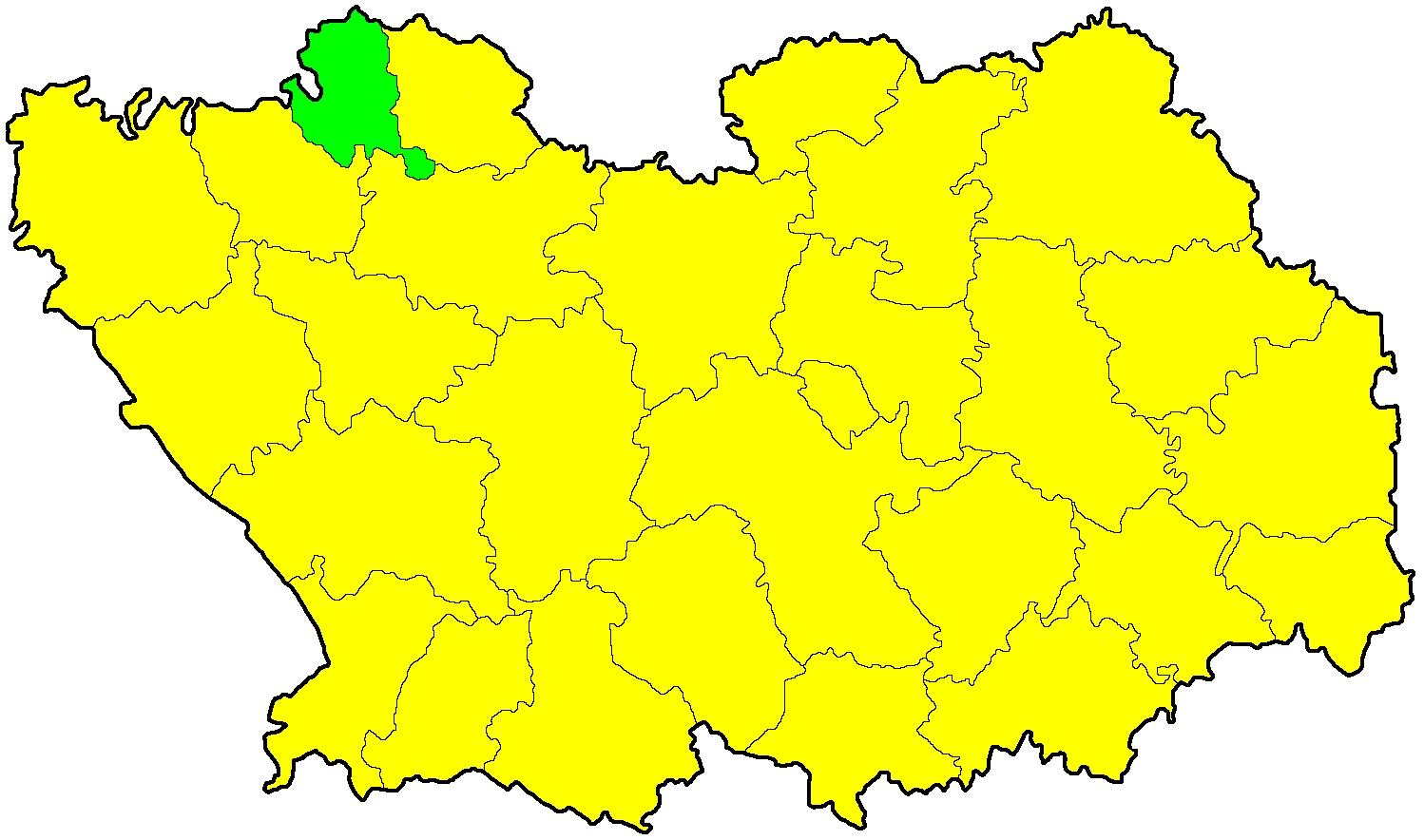
A Szpasszki járás a Penzai területen

## Népesség
- 1989-ben 15 457 lakosa volt.
- 2002-ben 13 827 lakosa volt, melynek 91%-a orosz, 6%-a mordvin, 2%-a tatár.
- 2010-ben 13 008 lakosa volt.